# Драгоня (Піран)
Драгоня (словен. Dragonja) — поселення в общині Піран, Регіон Обално-крашка, Словенія. Висота над рівнем моря: 14,5 м. Розташоване на правому березі річки Драгоня, на кордоні з Хорватією.